# François Jaffrennou

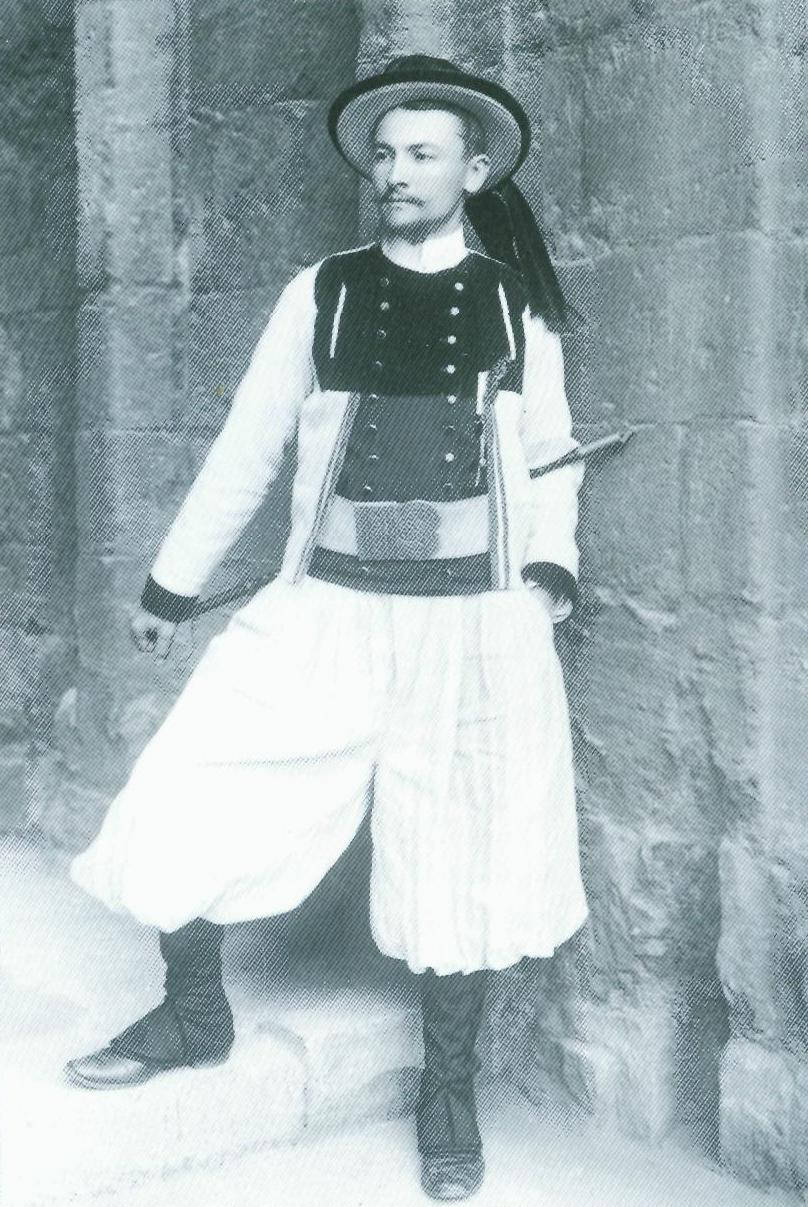
Jaffrennou i en bretonsk folkdräkt 1904.

François-Joseph-Claude Jaffrennou, född 15 mars 1879 i Carnoët i Côtes-d'Armor i Frankrike, död 26 mars 1956 i Bergerac i Dordogne i Frankrike, var en bretonsk författare, poet och redaktör. Han var även regionalist, nationalist och nydruidistisk bard, och gick även under bardnamnet Taldir. Han blev riddare inom Hederslegionen 1938.

## Biografi
Jaffrennou föddes i Carnoët i Bretagne. Hans far, Claude Jaffrennou, var notarie och hans mor Anne-Marie Ropars var poet och dotter till borgmästaren i Bolazec.
I augusti 1898 bildades Bretonska regionalistiska unionen av Régis de l'Estourbeillon i Morlaix i Finistère. Jaffrenou blev sekreterare i avdelningen tillägnad bretonska och dess litteratur. Mellan 1898 och 1899 arbetade han i Morlaix för tidningen La Résistance där han publicerade en sida om bretonsk litteratur. 1897 översatte han den kymriska nationalsången Hen Wlad Fy Nhadau till bretonska som sedan 1903 är Bretagnes nationalsång. Den publicerades följande år i La Résistance.
I juli 1899 for han till en eisteddfod i Cardiff tillsammans med tjugoen andra bretoner. Vid gorsedden blev han godkänd som bard under bardnamnet Taldir ab Hernin av stordruiden där. I oktober samma år flyttade han till Rennes för att studera juridik. Där träffade han redaktören för tidningen L'Ouest-Éclair, vari han kom att publicera två spalter på bretonska.
1901 var han med och bildade Goursez Vreizh, Bretagnes nationella gorsedd, tillsammans med bland annat Jean Le Fustec. Han fortsatte att vara aktiv inom Bretonska regionalistiska förbundet och deltog i tidningen La Bretagne libertaire 1923. 1926 skapade han An oaled ett nyhetsbrev som utkom kvartalsvis där han förespråkade regionalism och bardism på franska och bretonska. Han fortsatte att publicera detta till sin död. 1933 blev han stordruid vid Goursez Vreizh.
1944 arresterades han av franska motståndsrörelsen under andra världskriget för att ha tjänat fienden och stöttat Philippe Pétain. Han frigavs men arresterades åter igen samma månad. Han frigavs 1946 och återvände aldrig till Bretagne, han återvände till Bergerac där han dog 1956. Han är begraven i Carhaix.